# Досмагамбетов Тимур Талгатович
Тимур Талгатович Досмагамбетов (каз. Тимур Талғатұлы Досмағамбетов; 1 травня 1989, Кокчетав, Кокчетавська область, Казахська РСР) — казахстанський футболіст, лівий півзахисник клубу «Шахтар» (Караганда) та збірної Казахстану.

## Клубна кар'єра
На дорослому рівні дебютував у 2007 році у клубі другого дивізіону «Аксу» (Степногорськ). З 2008 по 2012 рік виступав у вищій лізі за «Окжетпес» з перервою у 2010 році, коли Досмагамбетов виступав за «Актобе», вигравши з цією командою Суперкубок Казахстану та посівши друге місце в чемпіонаті.
У 2013 році грав у складі клубу «Восток», після чого у 2014—2015 роках грав за клуб «Тараз».
У 2016 році підписав контракт із клубом «Тобол» (Костанай), за який того року провів 23 матчі у чемпіонаті Казахстану, а 2017 року знову грав за клуб «Окжетпес».
У 2018—2021 роках грав за клуб «Ордабаси», а потім ненадовго повернувся у «Тараз».
З початку 2022 року — гравець клубу «Шахтар» (Караганда).

## Виступи за збірні
Влітку 2009 року Досмагамбетов був запрошений до молодіжної збірної, де зіграв у відборі на молодіжний чемпіонат Європи проти чорногорських (0:2) та ізраїльських (1:2) однолітків.
12 травня 2015 року провів свій перший матч за національну збірну Казахстану, зігравши в товариському матчі проти Буркіна-Фасо в Алмати. Свій другий матч він провів 10 жовтня того ж року проти Нідерландів (1:2) у кваліфікації на Євро-2016, де вийшов в основі і був замінений на 81-ій хвилині. Через три дні зіграв 68 хвилин в цьому ж відборі проти Латвії (1:0).
У 2016 році грав у товариських матчах зі збірними Азербайджану (1:0) та Китаю (1:0). Після цього Досмагамбетов довго не викликався до збірної.
Лише 14 жовтня 2020 року, коли ряд гравців багато гравців отримали травми, Тимур зіграв за збірну у матчі Ліги націй УЄФА проти Білорусі (0:2) і надалі став стабільно виступати за збірну.

## Досягнення
«Актобе»
- Срібний призер чемпіонату Казахстану : 2010
- Володар Суперкубку Казахстану : 2010

«Ордабаси»
- Бронзовий призер чемпіонату Казахстану: 2019

«Астана»
- Чемпіон Казахстану : 2022
- Володар Суперкубку Казахстану : 2023
- Володар Кубка казахської ліги: 2024